# Mètode dels moments (electromagnetisme)

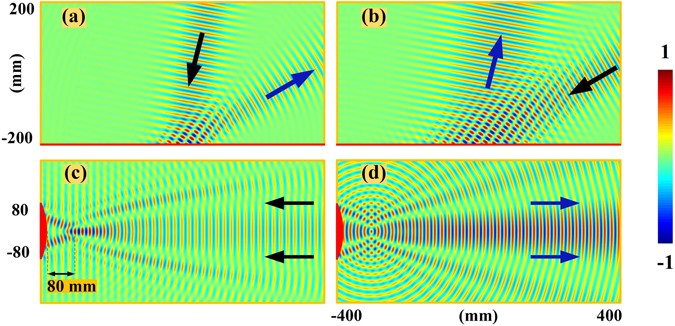
Resultat de la simulació de la refracció d'una ona electromagnètica de 15 GHz en una metasuperficie.

El Mètode dels Moments (conegut amb l'acrònim anglès MoM) és un algorisme numèric dins l'àmbit del càlcul electromagnètic i d'aplicació normal en el domini freqüencial. La implementació és mitjançant la divisió en una malla de l'estructura a analitzar.
Exemple de programari que empren aquest mètode:
| Nom del programari | Tipus      | Mètode | Aplicacions            |
| ------------------ | ---------- | ------ | ---------------------- |
| NEC                | obert      | MoM    | camps electromagnètics |
| Altair             | propietari | MoM    | camps electromagnètics |
| Puma               | obert      | FDTD   | camps electromagnètics |